# السمكة والصياد (مسرحية)
السمكة والصياد هي مسرحية أطفال كويتية عرضت في نهاية عام 1988 على مسرح المدينة الترفيهية في الكويت، وهي من بطولة الفنان جاسم النبهان الفنان الراحل ثائر شامل وشاركه كل من أحلام حسن وعلى جمعة مشاعل شداد ومنى شداد بالإضافة لمشاركة بعض الفنانين المبتدئين.